# صحيفة رقمية

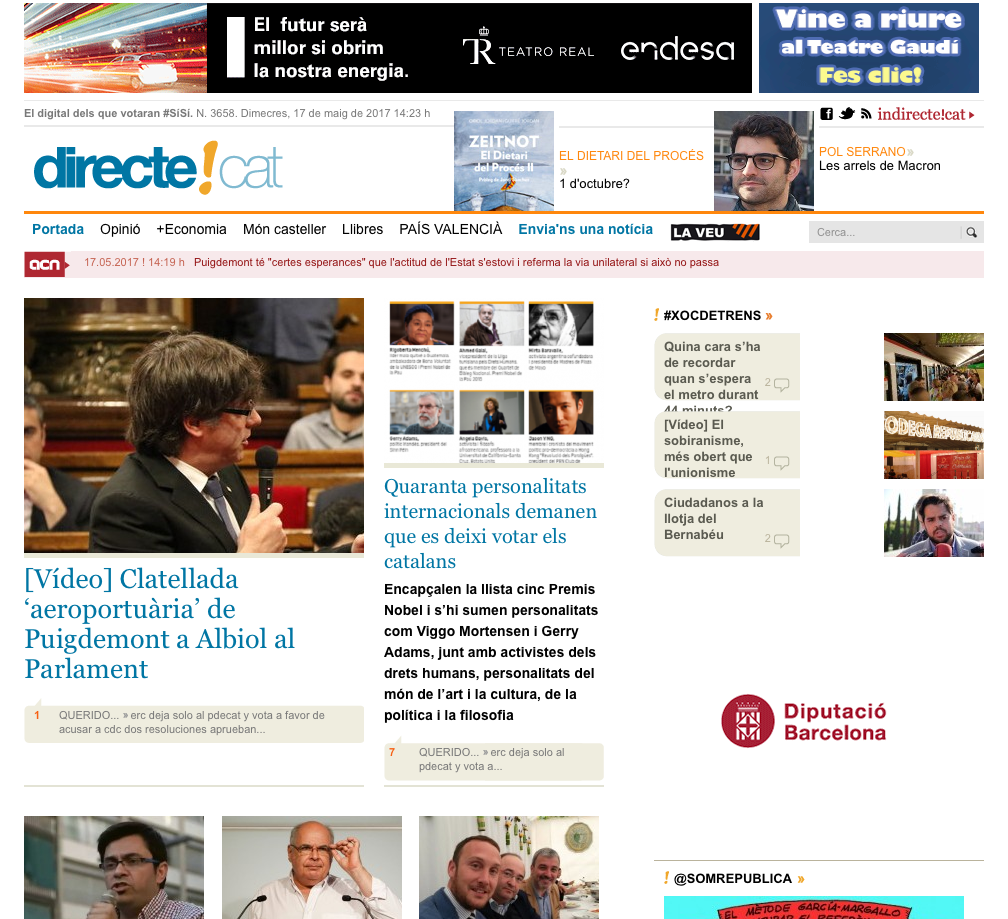

الصحيفة الرقمية هي صحيفة رقمية متاحة على الإنترنت بدلا من الورق، إما كمصدر منفصل أو كنسخة مباشرة من دورية مطبوعة تنشر على الانترنت أيضا.
الانتقال إلى الإنترنت أوجد فرصا للصحف، مثل إمكانية المنافسة مع الصحافة المذاعة في تغطية الأخبار العاجلة على نحو أسرع. يعتقد كثيرون في قطاع الإعلام أن المصداقية وإقرار العلامة التجارية والربط الوثيقة مع المعلنين هي تعزز فرص بقاء الصحف. والابتعاد عن الطباعة قد يساعد على تقليل النفقات.

## قائمة مواقع أخبارية
- Google News
- CNN
- NBC News
- The New York Times
- The Wall Street Journal
- The Washington Post
- The Guardian
- The National Times
- The Times
- The Independent
- The Sun